# Justus van Beauvais

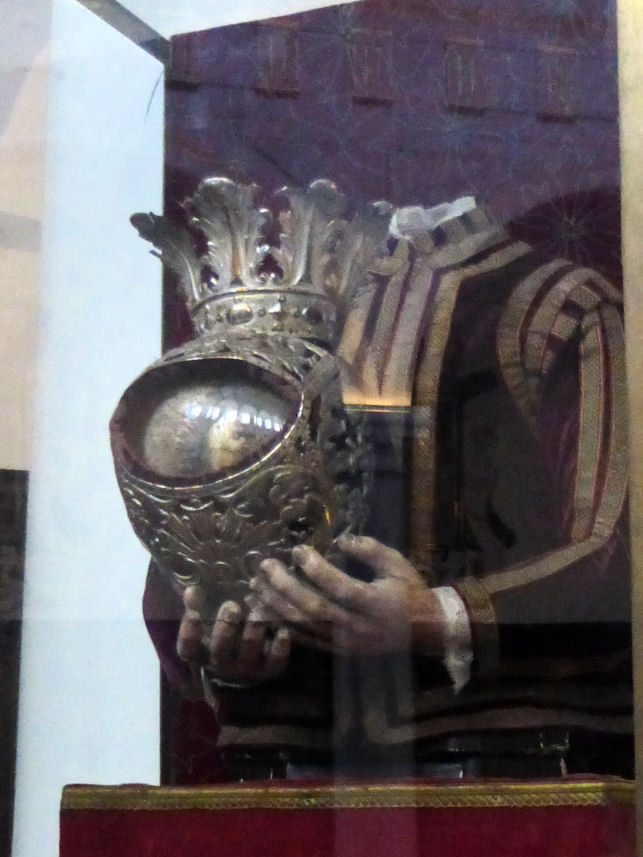
Reliekhouder van Sint-Justus. Antwerpen

Justus van Beauvais is een Franse heilige uit de derde eeuw, gekend als martelaar en cefalofoor.
Volgens de legende was Justus afkomstig uit Auxerre. Hij was negen jaar oud toen hij op de weg van Parijs naar Amiens werd aangehouden omdat hij christen was. Zijn vader met wie hij op reis was kon ontkomen en Justus weigerde te vertellen in welke richting hij was gevlucht. Hij werd in 287 als christen onthoofd en volgens de legende nam hij zijn afgehakte hoofd in de handen. De acta waarin zijn leven wordt beschreven berusten waarschijnlijk op fantasie en het is dus niet zeker of het gaat om een historisch persoon. Ook is er verwarring met andere heiligen met de naam Justus.
Een belangrijke relikwie wordt vereerd in de Sint-Carolus Borromeuskerk te Antwerpen. Zijn naamdag is 18 oktober. Verschillende Franse plaatsen zijn naar hem genoemd, waaronder Saint-Just-en-Chaussée. In de iconografie wordt hij afgebeeld met het hoofd in de armen.